# Samsung Galaxy Pocket
De Samsung Galaxy Pocket was een low-budget smartphone van het Zuid-Koreaanse chaebol Samsung. De telefoon kwam op 6 maart 2011 uit en was beschikbaar in het zwart en in het wit.

## Software
Het toestel maakte gebruik van het besturingssysteem Google Android, versie 2.3 (ook wel Gingerbread genoemd). Net zoals de Taiwanese fabrikant HTC met zijn Sense UI doet, legde Samsung over zijn smartphone een eigen grafische gebruikersinterface heen, de TouchWiz UI.

## Hardware
Het toestel heeft een tft-touchscreen van 7,1 cm met een resolutie van 240 x 320 pixels. Het scherm kan 256.000 kleuren weergeven. De Mini heeft een singlecore-processor van 832 MHz. Het toestel heeft 3 GB aan opslaggeheugen, maar dat kan worden uitgebreid met een microSD-kaart tot een maximumcapaciteit van 32 GB. Ook is het toestel uitgerust met Bluetooth-functie en heeft het een 2 megapixel camera.

## Galerij

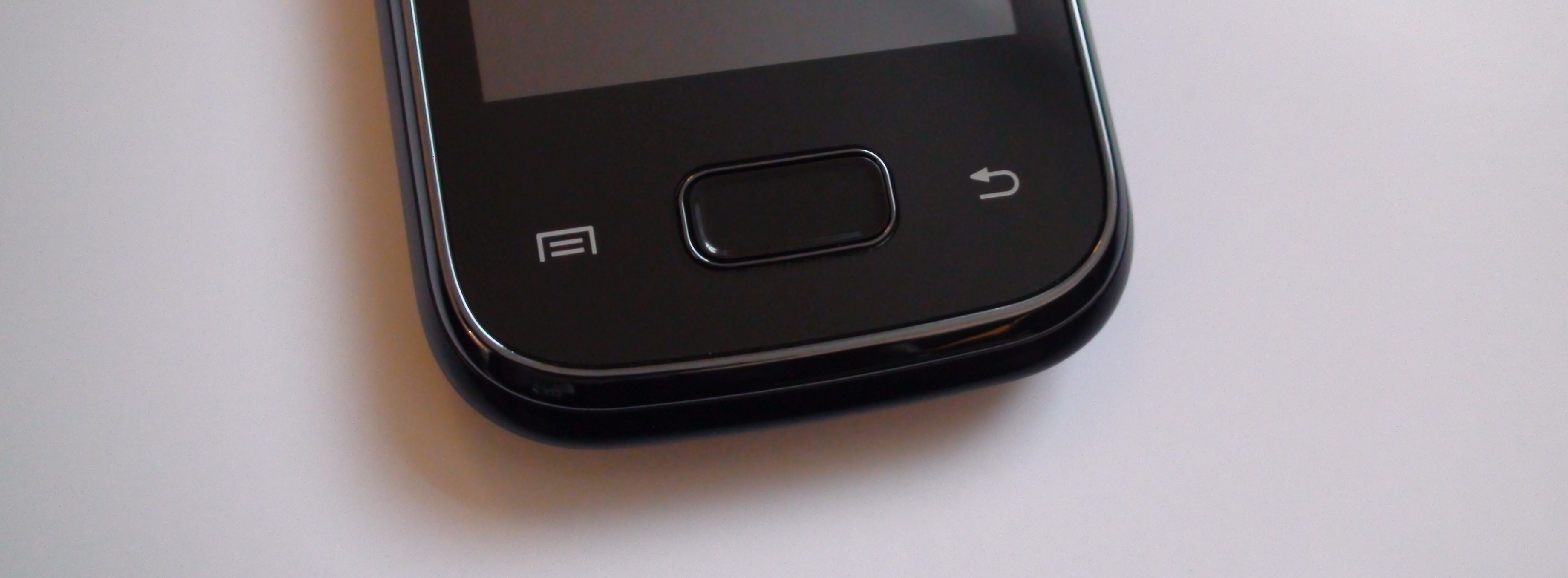
De menuknop, de startknop en de terugkeerknop
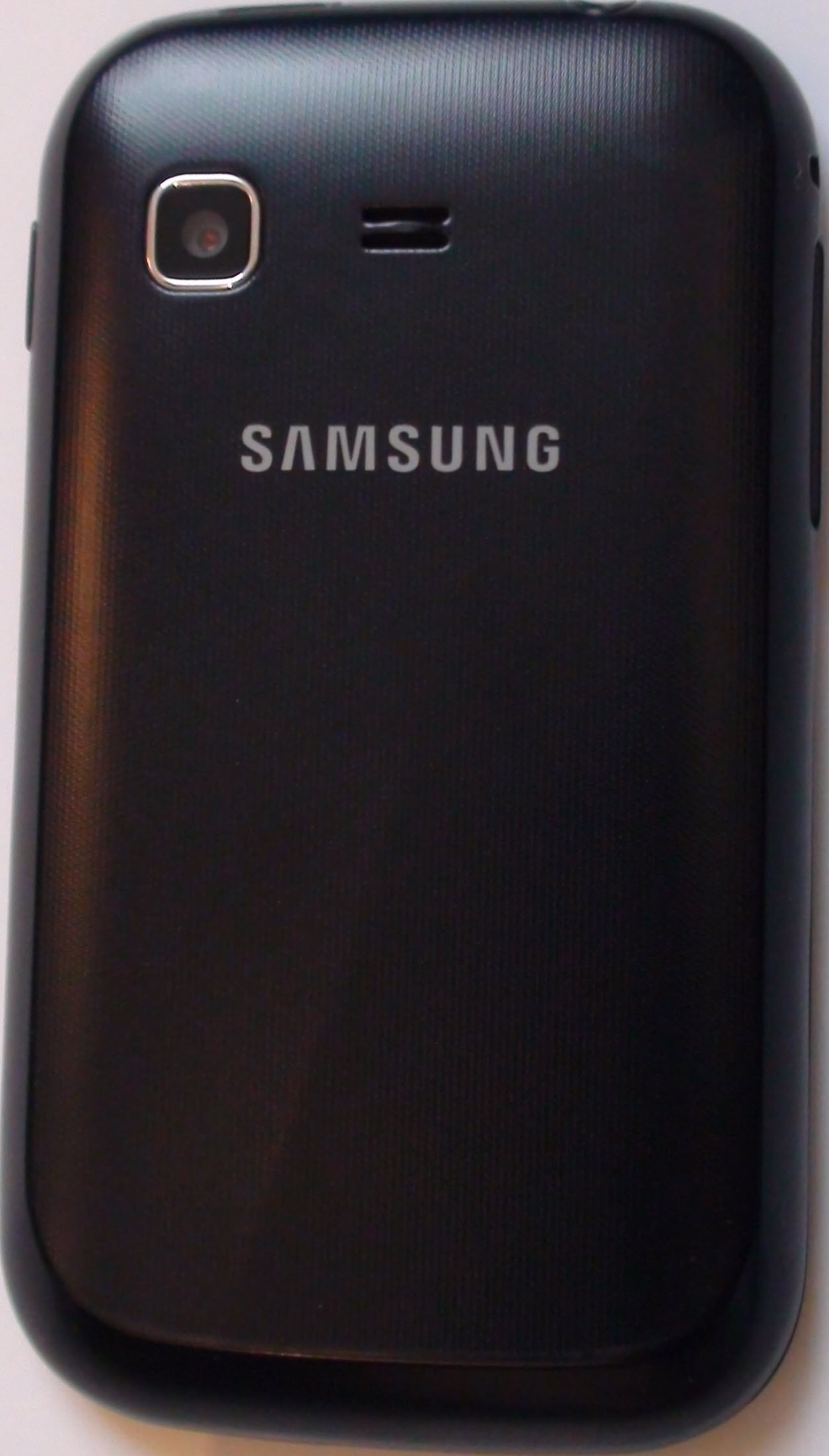
Achterkant
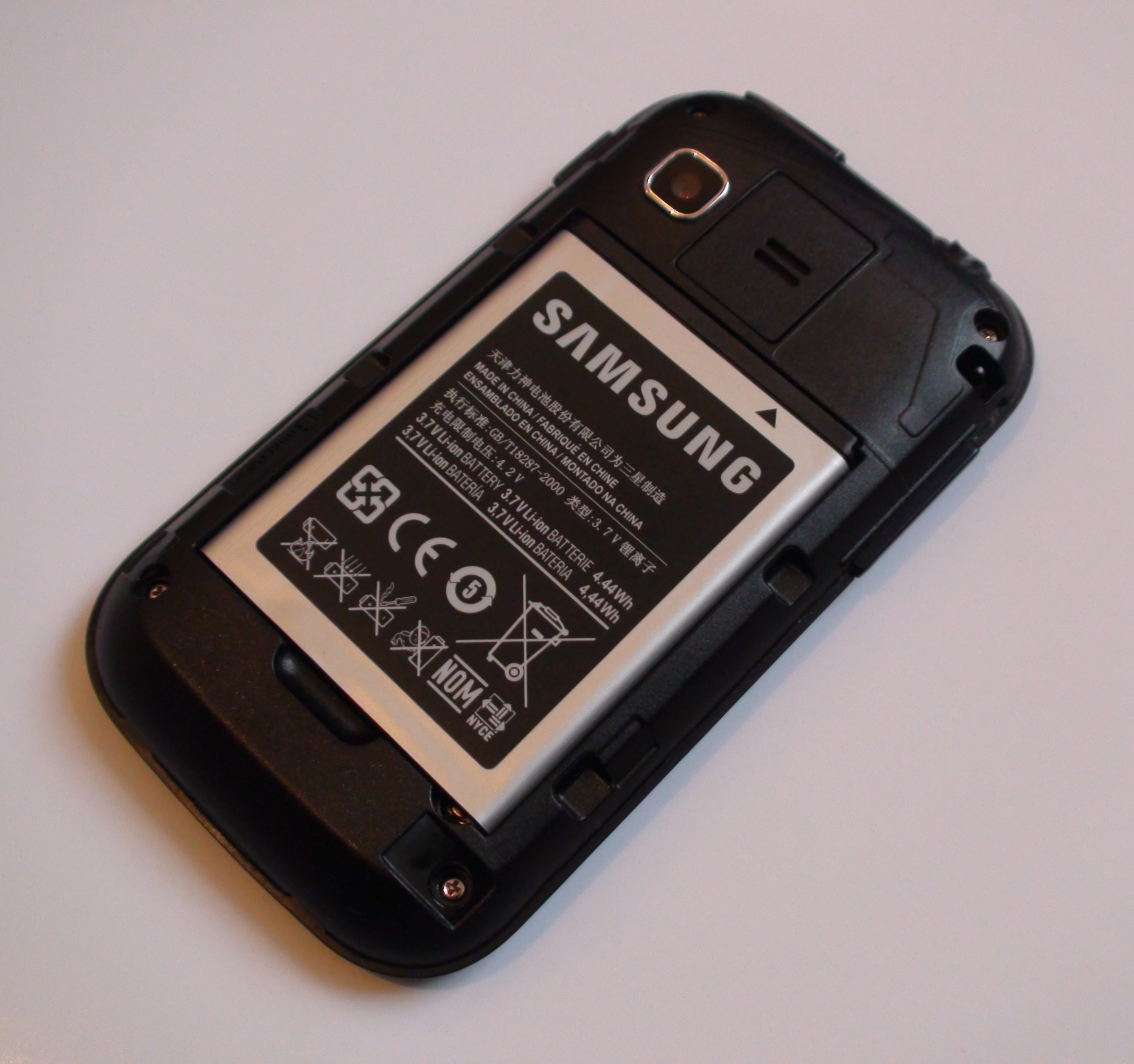
Achterkant zonder klepje

Galaxy ·
Galaxy 3 ·
Galaxy 5 ·
Ace 2 ·
Ace plus ·
Ace ·
Beam ·
Core ·
Express ·
Fit ·
Fame ·
Gio ·
Grand ·
Mega ·
Mini ·
Nexus ·
Note ·
Note 2 ·
Note 3 ·
Player ·
Pocket ·
Pocket 2 ·
Portal ·
Prevail ·
R ·
TxT ·
Spica
W ·
Xcover ·
Y ·
Y2

A-serie:
A3 ·
A5 ·
A6 ·	
A7 ·
A8 ·
A9 ·
A00 ·
A10 ·
A20 ·
A30 ·
A40 ·
A50 ·
A60 ·
A70 ·
A80 ·
A90

S-serie:
Galaxy S ·
S Plus ·
S Advance ·
S Duos ·
S II ·
S II Plus ·
S III ·
S III Mini ·
S4 ·
S4 Mini ·
S5 ·
S5 Mini ·
S5 Plus ·
S5 Neo · 
S6 ·
S7 ·
S8 ·
S9 ·
S10 ·
S20 ·
S21 ·
S22 ·
S23 ·
S24